# Štiavnička
Štiavnička és un poble i municipi d'Eslovàquia que es troba a la regió de Žilina, al centre-nord del país. El 2023 tenia 901 habitants.

## Demografia
| Godina             | 1994 | 2004    | 2014    | 2024    |
| ------------------ | ---- | ------- | ------- | ------- |
| Nombre de persones | 505  | 564     | 724     | 918     |
| Diferència         |      | +11,68% | +28,36% | +26,79% |

| Godina             | 2023 | 2024   |
| ------------------ | ---- | ------ |
| Nombre de persones | 901  | 918    |
| Diferència         |      | +1,88% |